# KMT-2020-BLG-0414L
Désignations
KMT-2020-BLG-0414L est une naine blanche distante d'approximativement ∼ 4 300 a.l. (∼ 1 320 pc) dans la constellation du Sagittaire. Elle est orbitée par une exoplanète de masse terrestre ainsi que par une naine brune.

## Découverte
Le système est découvert lors de l'événement de microlentille gravitationnelle KMT-2020-BLG-0414, durant lequel il est passé devant une étoile qui est plus lointaine que lui. Les observations conduisant à sa découverte ont été faites par le Korea Microlensing Telescope Network (KMTNet) en 2020, à une période où de nombreux observatoires (incluant deux des trois sites du réseau KMTNet) ont été arrêtés en raison de la pandémie de Covid-19. La découverte est annoncée en 2021.
En raison de la méthode de détection, tout ce qu'on savait sur cette étoile était sa localisation et sa masse. En 2024, des observations complémentaires ont exclu la possibilité qu'elle soit une étoile sur la séquence principale, donc ce doit être une naine blanche étant donné sa masse.

## Système planétaire
La planète KMT-2020-BLG-0414L b possède une masse proche de celle de la Terre, et c'est l'une des exoplanètes les moins massives qui ait été détectée par microlentille gravitationnelle. Elle est située environ deux fois plus loin de son étoile que la Terre l'est du Soleil. Le deuxième compagnon, KMT-2020-BLG-0414L c, est une naine brune environ 30 fois plus massive que Jupiter. Elle est probablement à une grande distance de son étoile, à environ 22 ua (à une distance comprise entre Uranus et Neptune dans le Système solaire), mais il existe un scénario alternatif improbable où elle pourrait être beaucoup plus près de son étoile, à une distance de seulement 0,2 ua.
KMT-2020-BLG-0414L b est la première planète terrestre confirmée qui orbite autour d'une naine blanche. En effet, auparavant, seules des géantes gazeuses et des corps astéroïdaux étaient connus. À ce titre, cette planète est un analogue de ce que pourrait être la Terre dans le futur lointain, quand le Soleil sera devenu une naine blanche.
| Planète | Masse              | Demi-grand axe (ua) | Période orbitale (jours) | Excentricité | Inclinaison | Rayon |
| ------- | ------------------ | ------------------- | ------------------------ | ------------ | ----------- | ----- |
| b       | 1,87+0,27 −0,16 M🜨 | 2,07+0,22 −0,11     |                          |              |             |       |
| c       | 27,0+4,0 −3,1 MJ   | 22,3+2,4 −1,5       |                          |              |             |       |